# 重庆市人民政府
重庆市人民政府是中华人民共和国重庆市的省级地方行政机关。

## 沿革
1927年11月，中华民国国民政府设立重庆市政厅。1939年5月11日，重庆市政厅更名为重庆市政府。
1949年12月3日，解放军进驻重庆后，成立中国人民解放军重庆市军事管制委员会、重庆市人民政府。1955年2月，组建重庆市人民委员会，作为重庆市地方行政机关。1967年5月16日，设立重庆市革命委员会筹备小组。1968年6月2日，正式成立重庆市革命委员会，为党政合一的领导机关。
1980年3月，组建重庆市人民政府，为地级行政区地方行政机关。1997年12月，重新组建重庆市人民政府，作为直辖市地方行政机关。

## 职权
根据《中华人民共和国地方各级人民代表大会和地方各级人民政府组织法》第七十三条，县级以上的地方各级人民政府行使下列职权：
1. 执行本级人民代表大会及其常务委员会的决议，以及上级国家行政机关的决定和命令，规定行政措施，发布决定和命令；
2. 领导所属各工作部门和下级人民政府的工作；
3. 改变或者撤销所属各工作部门的不适当的命令、指示和下级人民政府的不适当的决定、命令；
4. 依照法律的规定任免、培训、考核和奖惩国家行政机关工作人员；
5. 编制和执行国民经济和社会发展规划纲要、计划和预算，管理本行政区域内的经济、教育、科学、文化、卫生、体育、城乡建设等事业和生态环境保护、自然资源、财政、民政、社会保障、公安、民族事务、司法行政、人口与计划生育等行政工作；
6. 保护社会主义的全民所有的财产和劳动群众集体所有的财产，保护公民私人所有的合法财产，维护社会秩序，保障公民的人身权利、民主权利和其他权利；
7. 履行国有资产管理职责；
8. 保护各种经济组织的合法权益；
9. 铸牢中华民族共同体意识，促进各民族广泛交往交流交融，保障少数民族的合法权利和利益，保障少数民族保持或者改革自己的风俗习惯的自由，帮助本行政区域内的民族自治地方依照宪法和法律实行区域自治，帮助各少数民族发展政治、经济和文化的建设事业；
10. 保障宪法和法律赋予妇女的男女平等、同工同酬和婚姻自由等各项权利；
11. 办理上级国家行政机关交办的其他事项。

## 机构设置
根据《重庆市机构改革方案》，除重庆市人民政府办公厅外，重庆市人民政府设置组成部门24个，直属特设机构1个，直属机构13个，部门管理机构8个。
重庆市人民政府设置下列机构：
- 重庆市人民政府办公厅
- 重庆市人民政府研究室

### 组成部门[a]
- 重庆市发展和改革委员会（发改委）
- 重庆市教育委员会（教委）
- 重庆市科学技术局（科技局）
- 重庆市经济和信息化委员会（经信委）
- 重庆市民族宗教事务委员会（民宗委）
- 重庆市公安局
- 重庆市民政局
- 重庆市司法局
- 重庆市财政局
- 重庆市人力资源和社会保障局（人社局）
- 重庆市规划和自然资源局（规划局）
- 重庆市生态环境局（生态局）
- 重庆市住房和城乡建设委员会（住建委）
- 重庆市城市管理局（城管局）
- 重庆市交通局
- 重庆市水利局
- 重庆市农业农村委员会（农委）
- 重庆市商务委员会（商委）
- 重庆市文化和旅游发展委员会（文旅委）
- 重庆市卫生健康委员会（卫健委）
- 重庆市退役军人事务局
- 重庆市应急管理局
- 重庆市审计局
- 重庆市人民政府外事侨务办公室（外事办）

### 直属特设机构
- 重庆市国有资产监督管理委员会

### 直属机构[b]
- 重庆市市场监督管理局
- 重庆市体育局
- 重庆市统计局
- 重庆市乡村振兴局
- 重庆市医疗保障局
- 重庆市人民政府研究室
- 重庆市机关事务管理局
- 重庆市信访办公室
- 重庆市中新示范项目管理局
- 重庆市大数据应用发展管理局
- 重庆市人民政府口岸和物流办公室
- 重庆市国防动员办公室

### 直属事业单位[c]
- 重庆市人民政府文史研究馆
- 重庆社会科学院
- 重庆市科学技术研究院
- 重庆市农业科学院
- 重庆市畜牧科学院
- 重庆市水产科学研究所
- 重庆市蚕业科学技术研究院
- 重庆市蚕业管理总站
- 重庆市地质矿产勘查开发局
- 重庆市地质矿产研究院
- 重庆市土地储备整治中心
- 重庆市一三六地质队
- 重庆市老干部休养所
- 重庆市能源检测利用中心
- 重庆市工业设计促进中心
- 重庆市粮油质量监督检验总站
- 重庆市供销合作总社
- 重庆广播电视总台（集团）

### 部门管理机构[d]
- 重庆市招商投资促进局，由市人民政府办公厅管理。
- 重庆市公共资源交易监督管理局，由市发展和改革委员会管理。
- 重庆市能源局，由市发展和改革委员会管理。
- 重庆市林业局，由市规划和自然资源局管理。
- 重庆市监狱管理局，由市司法局管理。
- 重庆市教育矫治局，由市司法局管理。
- 重庆市药品监督管理局，由市市场监督管理局管理。
- 重庆市知识产权局，由市市场监督管理局管理。

### 派出机构
- 重庆两江新区管理委员会
- 重庆市万盛经济技术开发区管理委员会
- 重庆市双桥经济技术开发区管理委员会
- 重庆保税港区管理委员会
- 重庆市人民政府驻北京办事处
- 重庆市人民政府驻上海办事处
- 重庆市人民政府驻广东办事处
- 重庆市人民政府驻四川办事处
- 重庆市人民大礼堂管理处（正处级）

## 历任领导
重庆市第一届人民政府（1997年6月-2002年12月）
- 市长：蒲海清（至1999年6月）、包叙定（1999年6月-2000年1月代，2000年1月-2002年10月任）、王鸿举（2002年10月起代）
- 副市长：王鸿举、甘宇平（至1998年6月）、许忠民、李德水（至1999年11月）、陈光国、吴家农、程贻举、包旭定（至2000年1月）、陈际瓦（女）（2000年1月起）、赵公卿（2000年1月起）、黄奇帆（2001年10月起）

重庆市第二届人民政府（2003年1月-2007年12月）
- 市长：王鸿举
- 副市长：陈光国（至2007年1月）、吴家农、陈际瓦（女）（至2003年9月）、赵公卿（至2005年12月）、黄奇帆、余远牧、童小平（女）、谢小军、周慕冰（2004年3月起）、谭栖伟（土家族）（2006年4月起）、马正其（2007年1月起）
- 秘书长：周慕冰（2003年2月-2004年4月）、陈和平（2004年5月起）

重庆市第三届人民政府（2008年1月-2013年1月）
- 市长：王鸿举（至2009年12月）、黄奇帆（2009年12月-2010年1月代，2010年1月起任）
- 副市长：黄奇帆（至2010年1月）、马正其、童小平（女）、谢小军（至2011年1月）、周慕冰（至2010年4月）、 谭栖伟（土家族）、刘学普（土家族）（至2012年8月）、凌月明、吴刚（2011年2月起）、王立军（2011年5月-2012年3月）、何挺（2012年3月起）、张鸣（2012年8月起）、陈和平（2012年8月起）、刘强（2012年8月起）
- 秘书长：陈和平（至2012年11月）、欧顺清（2012年11月起）

重庆市第四届人民政府（2013年1月-2018年1月）
- 市长：黄奇帆（至2016年12月）、张国清（2016年12月-2017年1月代，2017年1月-12月任）
- 副市长：马正其（至2013年4月）、凌月明（至2013年6月）、何挺（至2017年6月）、吴刚（至2016年12月）、张鸣（至2015年2月）、陈和平（至2016年6月）、刘强、谭家玲（女）、张国清（2013年4月-2017年1月）、刘伟（2013年11月起）、刘桂平（2016年6月起）、屈谦（2016年12月起）、吴存荣（2017年3月起）
- 秘书长：欧顺清

重庆市第五届人民政府（2018年1月-2023年1月）
- 市长：唐良智（至2021年12月）、胡衡华（2021年12月起）
- 副市长：吴存荣（至2021年1月）、陆克华、刘桂平（至2019年5月）、屈谦（至2021年1月）、邓恢林（至2020年6月）、潘毅琴（女）（回族）（至2019年11月）、李殿勋（至2019年5月）、李明清（至2021年7月；2022年2月-6月）、熊雪（2019年5月起）、李波（2019年9月-2021年3月）、郑向东（2020年4月起）、胡明朗（2020年9月起）、王赋（2021年3月-12月）、蔡允革（2021年3月-2022年6月）、陈金山（2021年7月-2022年38月）、但彦铮（2022年2月起）、陈鸣波（2022年6月起）、董建国（2022年8月-2023年1月）
- 秘书长：欧顺清

重庆市第六届人民政府（2023年1月至今）
- 市长：胡衡华
- 副市长：陈新武、陈鸣波（至2024年3月）、胡明朗（至2024年2月）、郑向东、但彦铮、江敦涛、商奎(至2024年12月)、张安疆、张国智（女）(至2024年10月)、马震（2024年9月起）、姜国杰（2024年11月起）、徐建（2024年12月起）
- 秘书长：罗清泉

### 现任领导
2023年3月30日，重庆市政府网发布《重庆市人民政府办公厅关于市政府领导同志工作分工的通知》，对市政府领导工作进行分工。
- 市长
  - 胡衡华（2021年12月任，二十届中央委员，市委副书记兼，主持市政府全面工作。负责审计工作。联系人大、政协、民主党派和工商联工作。）
- 常务副市长
  - 陈新武（2024年4月任）
- 副市长
  - 郑向东（2020年4月任，负责交通、水利、三峡水库管理、三峡库区经济社会发展、三峡库区水环境保护和地质灾害防治、农业农村、乡村振兴、口岸物流、供销工作。）
  - 但彦铮（2022年2月任，负责民政、文化和旅游发展、卫生健康、体育、医疗保障、残疾人工作。）
  - 江敦涛（2023年1月任，负责工业和信息化、人力资源和社会保障、大数据应用发展、招商投资促进、消防安全工作；具体负责应急管理和安全生产工作。）
  - 张安疆（2023年1月任，兼任市公安局局长、党委书记、督察长，市委政法委副书记，负责公安、司法行政、信访、保密工作。）
  - 马震（2024年9月任）
  - 姜国杰（2024年11月任）
  - 徐建（2024年12月任）
- 秘书长
  - 罗清泉（2023年3月任，负责协助市政府领导同志处理市政府日常工作，主持市政府办公厅全面工作，负责组织市政府全体会议、市政府常务会议、市长办公会议，负责协调市长、副市长的日常活动安排及市政府的全市性重大活动安排。协助市长联系人大、政协、民主党派和工商联工作，联系市政府研究室，分管市政府驻外办事处。）